# Hans Karl von Winterfeldt
Hans Karl von Winterfeldt (født 4. april 1707 i Vanselow i Svensk Forpommern, død 8. september 1757 i Görlitz) var en prøjsisk general, arveherre til flere godser og nær ven af kong Fredrik den Store.
Han deltog i de Schlesiske krige mod kejserinde Maria Theresia af Østrig om herredømmet over Schlesien. Han døde efter at være blevet alvorligt såret under krigshandlingerne.

## Liv
Winterfeldt trådte i 1723 ind i sin onkels prøjsiske arméregiment. I 1740 blev han, som Fredrik den Stores nærmeste fortrolige, udnævnt til gesandt til St. Petersburg. Her formåede han at forhindre Østrigs planer om indgå en militæralliance med Rusland.
Ved udbruddet af de schlesiske krige rejste han tilbage til Preussen og deltog i 1741 i stormen på Glogau (8. marts), slaget ved Mollwitz (10. april) og overfallet på Rothschloß (22. juni) i Schlesien. Kort tid efter blev han forfremmet til oberst.
Winterfeldt deltog i 1742 under slaget ved Chotusitz og i 1745 i slaget ved Hohenfriedeberg (4. juni), Landeshut og slaget ved Hennersdorf (23. november).
Efter krigen var Winterfeldt med i den fortrolige kreds omkring kongen og blev hans generaladjutant. Kongen sendte ham til London for at forhandle Westminster-konventionen med England. I praksis havde Winterfeldt rollen som kongens generalstabschef og var dermed en historisk forløber for denne funktion, som senere blev indført i den prøjsiske hær.
I 1756 blev han af kongen tildelt Den sorte ørns orden og ordenen Pour le Mérite. Samme år blev han udnævnt til kommandant for fæstningen Kolberg og guvernør i Kolberg, samt forfremmet til generalløjtnant.
Winterfeldt deltog i slaget ved Prag den 6. maj 1757, hvor han kommanderede vestre flankes infanteri. Da han slog østerrigerne tilbage ved slaget ved Moys blev han alvorligt såret og døde dagen efter af skadene.
Winterfeldt blev begravet på sit gods Barschau, men hundrede år senere blev hans jordiske rester overført til den prøjsiske gravplads Invalidenfriedhof i Berlin. Winterfeldtplatz i Berlin er opkaldt efter ham.